# Leptastrea inaequalis
Leptastrea inaequalis is een rifkoralensoort; de plaats in een familie is onzeker. De wetenschappelijke naam van de soort werd in 1879 gepubliceerd door Carl Benjamin Klunzinger.